# Abel Sovet
Abel Sovet ou Albert Sovet (état-civil inconnu) est un acteur, assistant-réalisateur et régisseur belge de cinéma, actif en Belgique puis en France dans l'entre-deux-guerres.

## Biographie
En dehors d'articles parus dans la presse de l'époque à l'occasion des tournages ou des sorties de films auxquels il a participé, on ne sait pratiquement rien d'Abel Sovet sinon qu'il était franc-maçon.
Membre du Grand Orient de France (loges Arts et Sciences et Akademos), il apparaît sur la liste des dignitaires de la franc-maçonnerie publiée en octobre 1942 au Journal Officiel par la présidence du Conseil du Maréchal Pétain. Il habite alors au 16, rue de la Grange-Batelière dans le 9e arrondissement de Paris.
On perd définitivement sa trace après cette date. Né vraisemblablement vers 1890, il devait avoir une cinquantaine d'années à l'époque.
Il est d'abord connu sous le nom d'Albert Sovet, deuxième prix de déclamation du Conservatoire de Bruxelles en juillet 1911, qui fit carrière sur les scènes de théâtre belges et françaises avant la Première Guerre mondiale. C'est, en effet, sous ce dernier nom qu'il est encore désigné dans la presse au moment du tournage d'Amour et de Carillon de Minuit en 1922. 

## Filmographie
comme acteur
- 1919 : La Belgique martyre (Het gemartelde België) de Charles Tutelier : le lieutenant Karl von Freiherr
- 1921 : La Dentellière de Bruges (De kantwerkster van Brugge) d'Armand Du Plessy
- 1922 : Le Carillon de minuit[8] / La Tour du silence[9] de Jacques de Baroncelli : Fred Beyart, le carillonneur
- 1922 : Amour, court-métrage de Jacques de Baroncelli : Albert
- 1923 : La Légende de sœur Béatrix de Jacques de Baroncelli
- 1923 : La Femme inconnue de Jacques de Baroncelli[10]
- 1924 : Nêne de Jacques de Baroncelli
- 1924 : Pêcheur d'Islande de Jacques de Baroncelli : Yvonneck
- 1925 : Veille d'armes de Jacques de Baroncelli : un lieutenant
- 1925 : Le Réveil de Jacques de Baroncelli
- 1926 : Nitchevo de Jacques de Baroncelli : le détective
- 1927 : Feu ! de Jacques de Baroncelli : le médecin
- 1928 : Le Passager de Jacques de Baroncelli : le capitaine en second

comme assistant-réalisateur
- 1924 : La Flambée des rêves de Jacques de Baroncelli
- 1925 : Le Réveil de Jacques de Baroncelli
- 1927 : Feu ! de Jacques de Baroncelli

comme régisseur
- 1928 : Le Duel de Jacques de Baroncelli[11]
- 1929 : La Femme et le Pantin de Jacques de Baroncelli[12]
- 1930 : L'Arlésienne de Jacques de Baroncelli[13].